# Le Journal de mon père

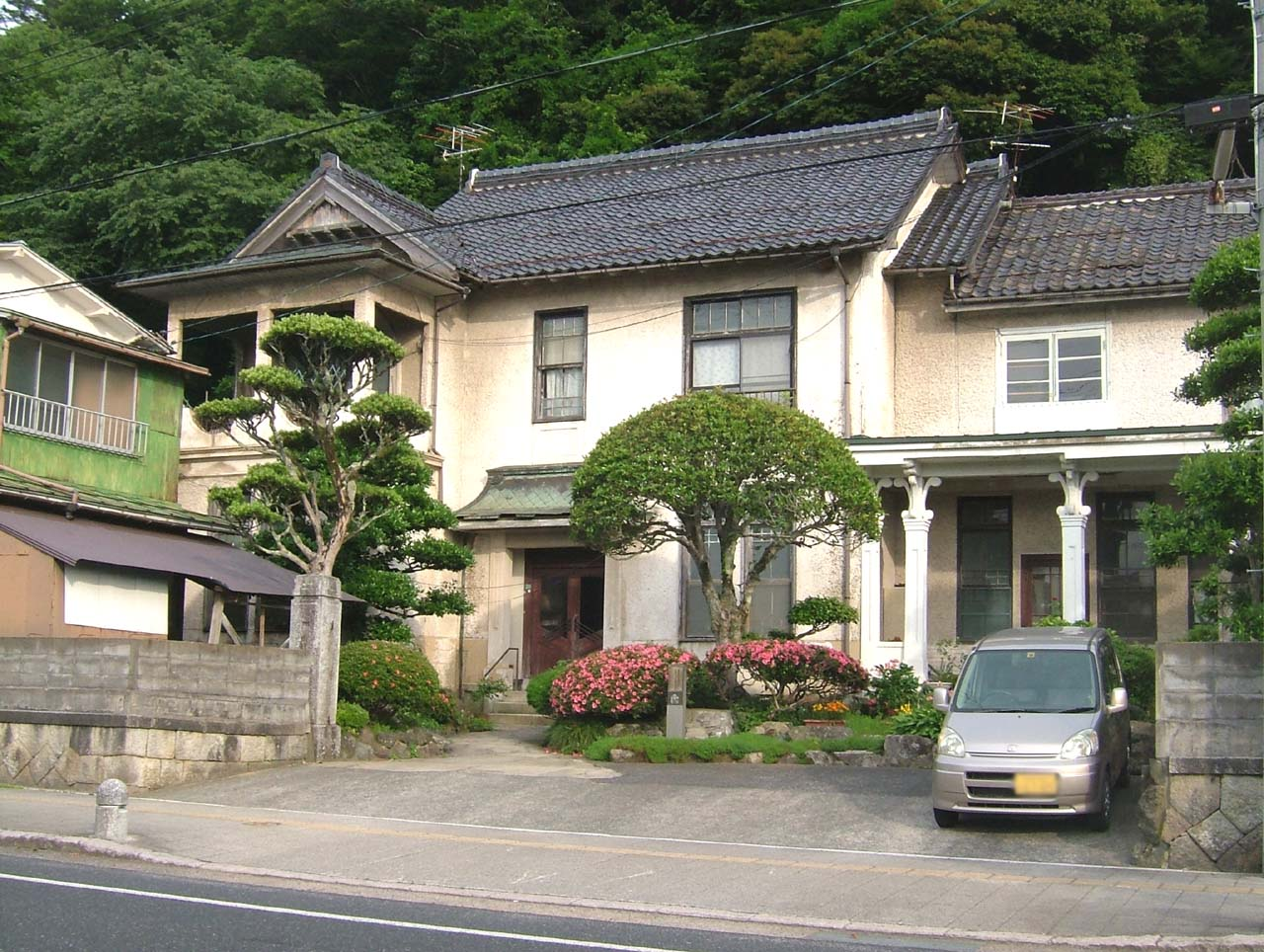
La maison ayant inspiré Jirō Taniguchi pour la maison de Yoichi

Le Journal de mon père (父の暦, Chichi no koyomi) est un manga de Jirō Taniguchi. Publié en français en 1999 et 2000 aux éditions Casterman en 3 volumes. Réédité le 8 avril 2004 dans la collection Ecritures en un seul volume.

## Synopsis
Depuis bien des années, Yoichi n'était pas rentré dans sa ville natale, trouvant divers prétextes, professionnels pour la plupart, pour repousser l'échéance. Seule la mort de son père le forcera à rentrer. Là, lors de la veillée funèbre, rejaillit une multitude de souvenirs, doux comme cet après-midi de printemps passé à jouer sur le plancher du salon de coiffure de son père ou tragiques comme l'incendie qui ravagea sa ville en 1952 et précipita le divorce de ses parents qui fit basculer sa vie quatre ans plus tard.

## Albums
- 1 Le grand incendie, 1999
Scénario, dessin et couleurs : Jiro Taniguchi -  (ISBN 2-203-33467-3)
- 2 La séparation, 2000
Scénario, dessin et couleurs : Jiro Taniguchi -  (ISBN 2-203-33482-7)
- 3 L'apaisement[1], 2000
Scénario, dessin et couleurs : Jiro Taniguchi -  (ISBN 2-203-33488-6)

## Distinctions
Cet ouvrage a obtenu le prix du jury œcuménique de la bande dessinée au Festival d'Angoulême 2001, le prix Haxtur de la meilleure histoire longue en Espagne en 2002, et le prix Sproing du meilleur album étranger en Norvège en 2015.